# Vasile Mocan (delegat din Inău)
 Vasile Mocan (n. 11 martie 1888, Fundătura, județul Cluj – d. secolul al XX-lea, Fundătura, județul Cluj) a fost un deputat în Marea Adunare Națională de la Alba Iulia, organismul legislativ reprezentativ al „tuturor românilor din Transilvania, Banat și Țara Ungurească”, cel care a adoptat hotărârea privind Unirea Transilvaniei cu România, la 1 decembrie 1918 :pp. 70-72 .

## Biografie
Se naște în Fundătura, comuna Iclod, de lângă Gherla, fiind toată viața sa agricultor în satul natal :pp. 70-72.

## Activitatea politică
Ca deputat în Adunarea Națională din 1 decembrie 1918 a fost delegat supleant al Cercului electoral Gherla :p. 179.